# Bloomberg
Bloomberg је приватно финансијско, софтверско, дата и медијско предузеће са седиштем на Менхетну. Мајкл Блумберг је основано предузеће 1981. године, поред Томаса Секунде, Данкана Макмилана, Чарлса Зегара, као и Merrill Lynch са 12% власништва.
Bloomberg пружа финансијске софтверске алате и пословне апликације као што су платформа за аналитику и трговање акцијама, услуге података и вести финансијским предузећима и организацијама за Bloomberg Terminal (за шта служи Bloomberg Professional Service), свог основног производа који ствара приход. Bloomberg такође чини бежична услуга (Bloomberg News), глобална телевизијска мрежа (Bloomberg Television), веб-сајтови, радио-станице (Bloomberg Radio), претплатнички билтени и два часописа (Bloomberg Businessweek и Bloomberg Markets).
Послује на 176 места и има преко 20.000 запослених.
Дана 14. јула 2022. на простору бивше Југославије покренут је Bloomberg Adria.